# 約書亞·舒爾特

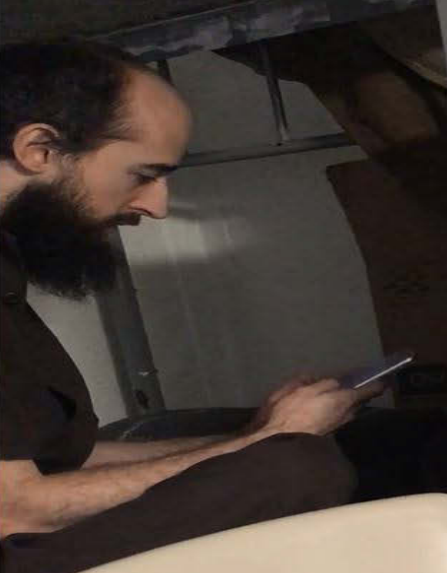
舒爾特被關在紐約大都會懲教中心內

約書亞·亞當·舒爾特（英語：Joshua Adam Schulte，1988年9月25日—），是一名前中央情報局僱員，因向維基解密透露機密文件而被判罪。維基解密將這些文件公開為《Vault 7》，《紐約時報》將其描述為「該機構歷史上最大的機密文件外泄事件，對中情局官員而言是一次極為尷尬的事件。」在他被判罪後，美國司法部形容這是「美國歷史上最無恥、最具破壞性的間諜行為之一。」
2023年9月13日，舒爾特因犯有接收、持有和運輸兒童性虐待影像的罪行而被判罪。2024年2月1日，他已被判處40年監禁。